# 2012年ロンドンオリンピックのモロッコ選手団
2012年ロンドンオリンピックのモロッコ選手団（2012ねんロンドンオリンピックのモロッコせんしゅだん）は、2012年7月27日から8月12日にかけてイギリスの首都ロンドンで開催された2012年ロンドンオリンピックのモロッコ選手団、およびその競技結果。

## 概要
今大会は銅メダル1個を獲得した。

## メダル
| メダル | 選手名                       | 競技 | 種目      |
| ------ | ---------------------------- | ---- | --------- |
| 銅     | アブデルアーティ・イギデール | 陸上 | 男子1500m |